# Opus (hudební skupina)
Opus je rakouská hudební skupina, která byla nejúspěšnější v 80. letech 20. století, kdy měla světový úspěch s hitem Live Is Life. Vznikla v Grazu v roce 1973; formace existuje dodnes.

## Členové skupiny
- Herwig Rüdisser – vokály
- Ewald Pfleger – kytara, doprovodný zpěv
- Kurt-Rene Plisnier – klávesový nástroj
- Günter Grasmuck – bicí souprava

## Alba
- 1980 Daydreams
- 1981 Eleven
- 1983 Opusition
- 1984 Up And Down
- 1984 Live Is Life (live)
- 1985 Solo
- 1987 Opus
- 1990 Magical Touch
- 1992 Walkin' On Air
- 1993 Jubileé (live)
- 1996 Love, God And Radio
- 2003 Flyin' Higher - Greatest Hits (Best-Of)
- 2005 The Beat Goes On
- 2007 The BEST
- 2020 Magnum